# リベリアの国章
リベリアの国章（リベリアのこくしょう）は、アフリカ西部の国、リベリア共和国の国章。現在の国章は、独立直前の1847年に制定された。
国章は、リベリアにたどり着いた19世紀の帆船が盾に描かれたものになっている。この船は、アメリカ合衆国で解放された奴隷たちを乗せてリベリアにやってきた船を象徴している。盾の上部には国の標語である「The love of liberty brought us here（自由への熱愛が我々をここに導いた）」という文字が書かれたリボンがあり、下部にはリベリアの正式名称である「Republic of Liberia」が書かれたリボンがある。
盾の中に描かれたもののうち、鋤とシャベルは国家が繁栄するための労働者と重労働への尊厳を象徴している。また、海面から昇る太陽は国の誕生を表している。さらに手前のヤシの木は、リベリアで最も多方面で使われる食の源であり、繁栄を意味している。左上に描かれた白いハトは、平和の息吹を表したものとなっている。